# Музей земли Баден
Музей земли Баден (нем. Badisches Landesmuseum) — музей в баден-вюртембергском городе Карлсруэ, рассказывающий об истории и культуре региона Баден; его коллекции содержит экспонаты, охватывающие как древнейшую историю и период средневековья, так и XX век. Земельный музей Бадена был основан в 1919 году; в 1921 он был открыт в помещениях дворца Карлсруэ.